# Milionia butleri
Milionia butleri är en fjärilsart som beskrevs av Druce 1882. Milionia butleri ingår i släktet Milionia och familjen mätare. Inga underarter finns listade i Catalogue of Life.